# John Williams (actor)
John Williams (Chalfont, Buchinghamshire, Gran Bretaña, 15 de abril de 1903 - La Jolla, California, Estados Unidos, 5 de mayo de 1983) fue un actor secundario británico de teatro, cine y televisión.

## Filmografía
Entre sus actuaciones más importantes figuran sus trabajos con Alfred Hitchcock y la película Sabrina de Billy Wilder.
- 1947 - El proceso Paradine de Alfred Hitchcock
- 1957 - Island in the Sun
- 1956 - Día D: 6 de junio
- 1955 - Atrapa a un ladrón de Alfred Hitchcock
- 1954 - Dial M for Murder de Alfred Hitchcock
- 1954 - Sabrina de Billy Wilder, con Humphrey Bogart y Audrey Hepburn.
- 1956 - Un cadillac de oro macizo, con Judy Holliday
- 1960 - Un grito en la niebla

## Premios y nominaciones
- Ganador del Premio Tony de Teatro por su papel en la versión teatral de Crimen perfecto.